# Park Wörlitz

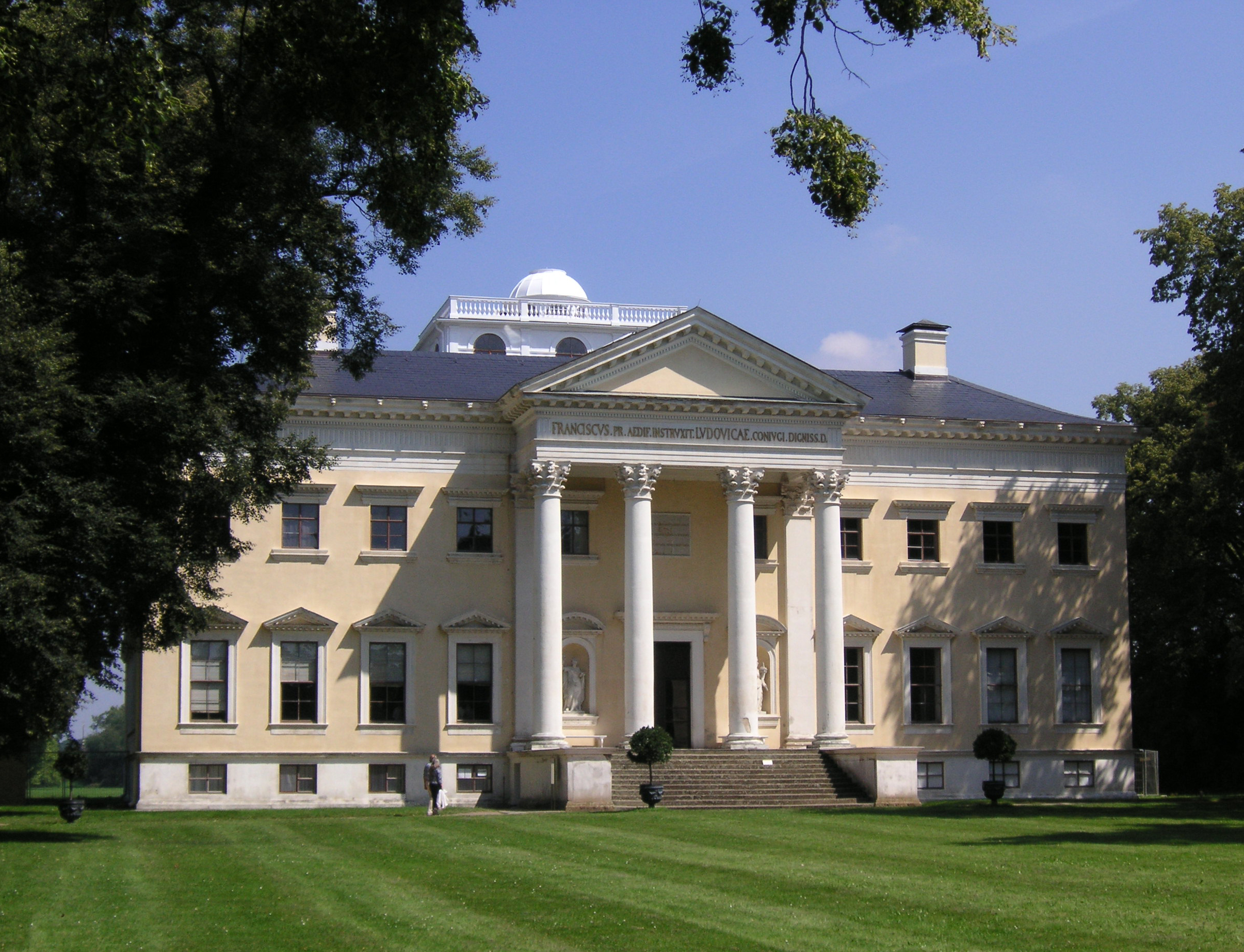
Pałac Wörlitz

Park Wörlitz (niem. Wörlitzer Park, Wörlitzer Garten lub Wörlitzer Anlagen) – 21-hektarowy park w stylu angielskim wraz z klasycystycznym pałacem i licznymi obiektami małej architektury w Wörlitz w Saksonii-Anhalt.
Położony na terenie ogrodów Dessau-Wörlitz (niem.: Dessau-Wörlitzer Gartenreich) – kompleksu ogrodów i parków w stylu angielskim, powstałych w drugiej połowie XVIII w. na zlecenie księcia Anhalt-Dessau Leopolda III Friedricha Franza (1740–1817), które w 2000 zostały wpisane na listę dziedzictwa kulturowego UNESCO. Pałac – pierwszy w stylu klasycystycznym na terenie Niemiec – został zbudowany pod koniec XVIII w. przez Friedricha Wilhelma von Erdmannsdorffa. Projekt okalającego go parku angielskiego – pierwszego tego typu w Europie kontynentalnej – sporządził Johann Friedrich Eyserbeck.

## Historia
Po ślubie z Luise von Brandenburg-Schwedt w 1767, książę Anhalt-Dessau Leopold III Friedrich Franz wybrał Wörlitz na swoją siedzibę, gdzie rozpoczął budowę nowego pałacu i ogrodów w stylu angielskim, zainspirowany ogrodami Stourhead, Stowe i Claremont, widzianymi podczas podroży po Anglii: w latach 1763–1764 razem z architektem Friedrichem Wilhelmem von Erdmannsdorffem, a także w 1775 i 1785. Celem podroży obok zaznajomienia się z trendami w sztuce i architekturze były studia nad gospodarką, szczególnie nad angielskim rolnictwem, handlem, rzemiosłem oraz zapoznanie się z działalnością manufaktur. Po powrocie do kraju, Franz wprowadził podpatrzone w Anglii nowe metody gospodarowania, m.in. nowoczesne techniki uprawy w rolnictwie i ogrodnictwie, zreorganizował armię i służbę zdrowia, zreformował system szkolny. Za jego panowania Dessau stało się centrum myśli oświeceniowej.
Budowę kompleksu rozpoczęto w 1769. W 1770 duża część nieukończonego wówczas jeszcze założenia ogrodowego została zniszczona podczas powodzi, niemniej jednak prace kontynuowano. Powstałe w latach 1769–1773 ogrody angielskie były pierwszymi tego typu w Europie kontynentalnej. Głównym architektami kompleksu byli Friedrich Wilhelm von Erdmannsdorff i Johann Friedrich Eyserbeck.

## Pałac Wörlitz

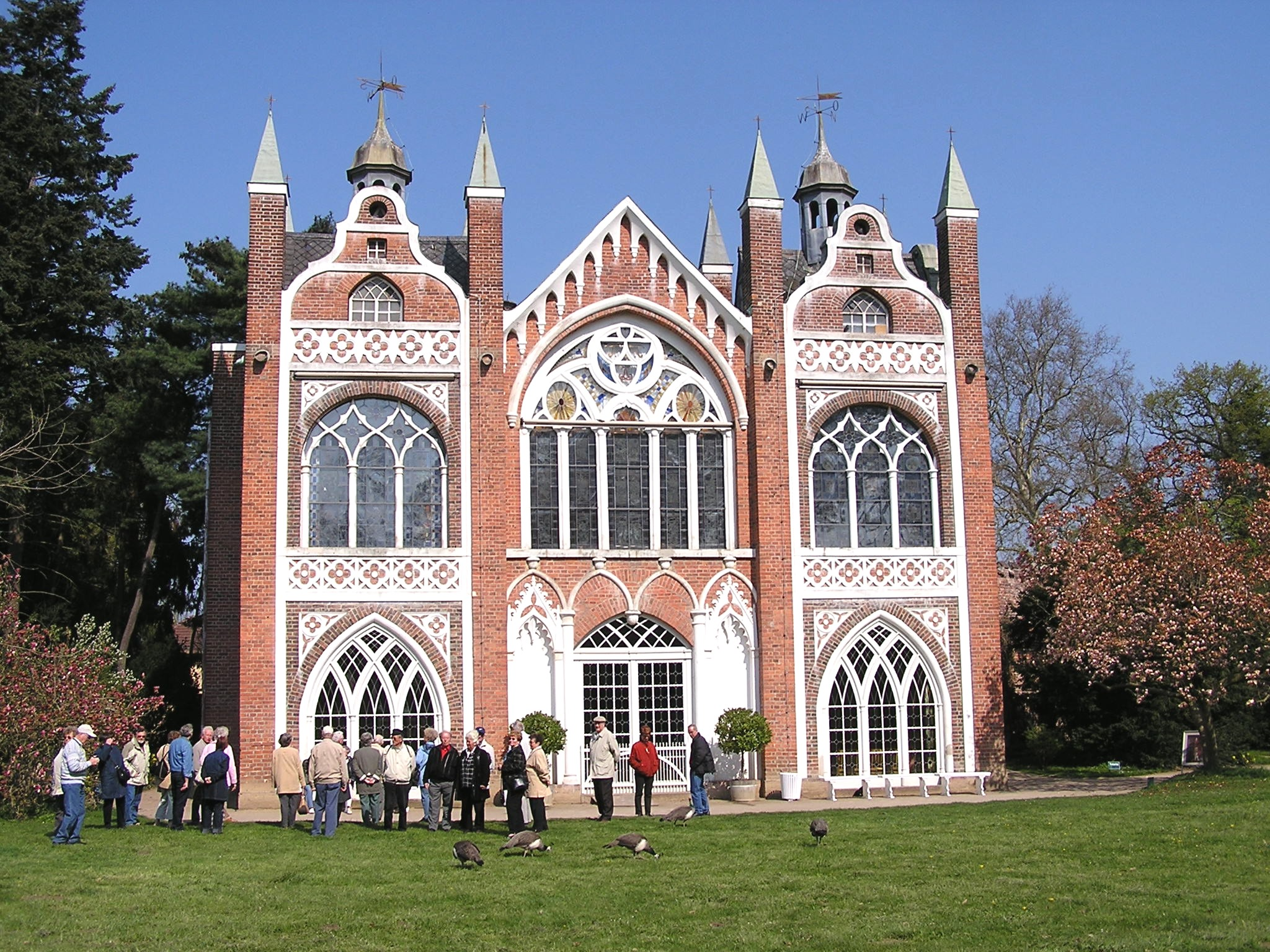
Dom Gotycki

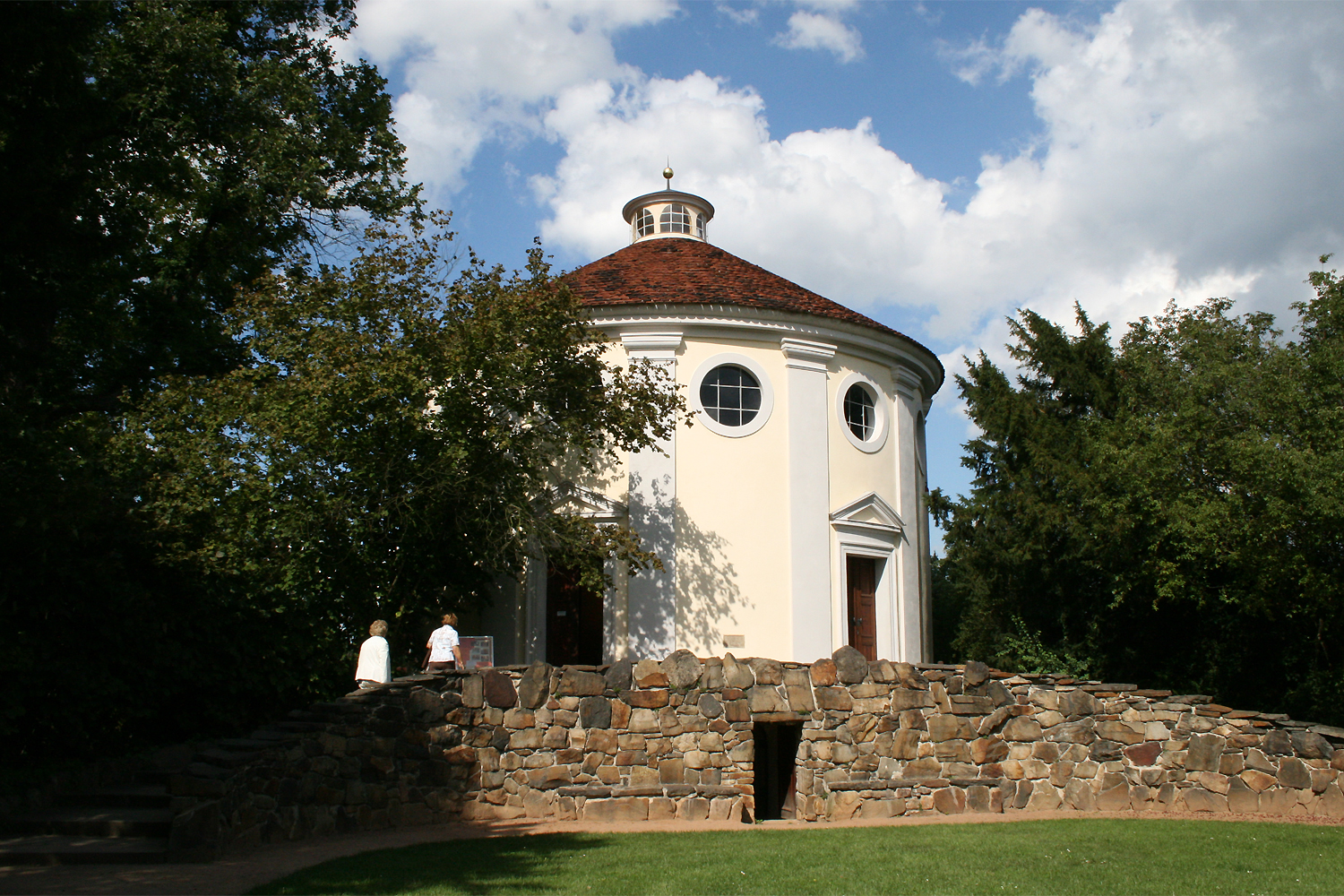
Synagoga

W latach 1769–1773 powstał pałac w stylu angielskiego domu wiejskiego – pierwszy w stylu klasycystycznym na terenie Niemiec. Pałac zbudowano na wzór projektu Jamesa Gibbsa zamieszczonego w książce A Book of Architecture. Obok rezydencji wzniesiono domek letni wzorowany na angielskim Stourhead – jedną z pierwszych budowli na terenie Niemiec w stylu palladiańskim.

## Park Wörlitz
Park Wörlitz składa się z pięciu części połączonych ze sobą systemem alei, ścieżek i ponad dwudziestoma mostami: Ogrodu Pałacowego (niem. Schlossgarten), Ogrodów Neumarka (niem. Neumarks Garten), Ogrodów Schocha (niem. Schochs Garten), Nowego Ogrodu (niem. Neue Anlage) i Weidenheger. Na terenie parku znajdują się liczne obiekty architektoniczne:
- Dom Gotycki (niem. Gotisches Haus) – wzniesiony według projektu von Erdmannsdorffa[10] i Georga Christopha Hesekiela w latach 1773–1813[11], który zapoczątkował modę na architekturę neogotycką w Europie[4][6]. Fasada domu od strony kanału naśladuje fasadę weneckiego kościoła Madonny dell’ Orto; strona ogrodowa wzorowana jest na architekturze Strawberry Hill – angielskiego domu wiejskiego Horacego Walpole’s w Richmond upon Thames[11].

- Świątynia Flory (niem. Floratempel) – wzniesiona w latach 1797–1798 według projektu von Erdmannsdorffa, który wzorował się na jednym z gmachów Chambersa[12]. Za panowania księcia Franza świątynia była wykorzystywana jako sala koncertowa[12].

- Synagoga – wzniesiona przez księcia Franza na niewielkim wzgórzu na wschodnim krańcu ogrodu pałacowego. Budowla powstała w latach 1789–1790 według projektu von Erdmannsdorffa na wzór rzymskiej świątyni[13]. Wyposażenie synagogi zostało zniszczone podczas nocy kryształowej w 1938, jednak sam budynek został uratowany dzięki interwencji ówczesnego dyrektora parku[13]. Obecnie w gmachu znajduje się wystawa na temat historii Żydów w Anhalt[13].

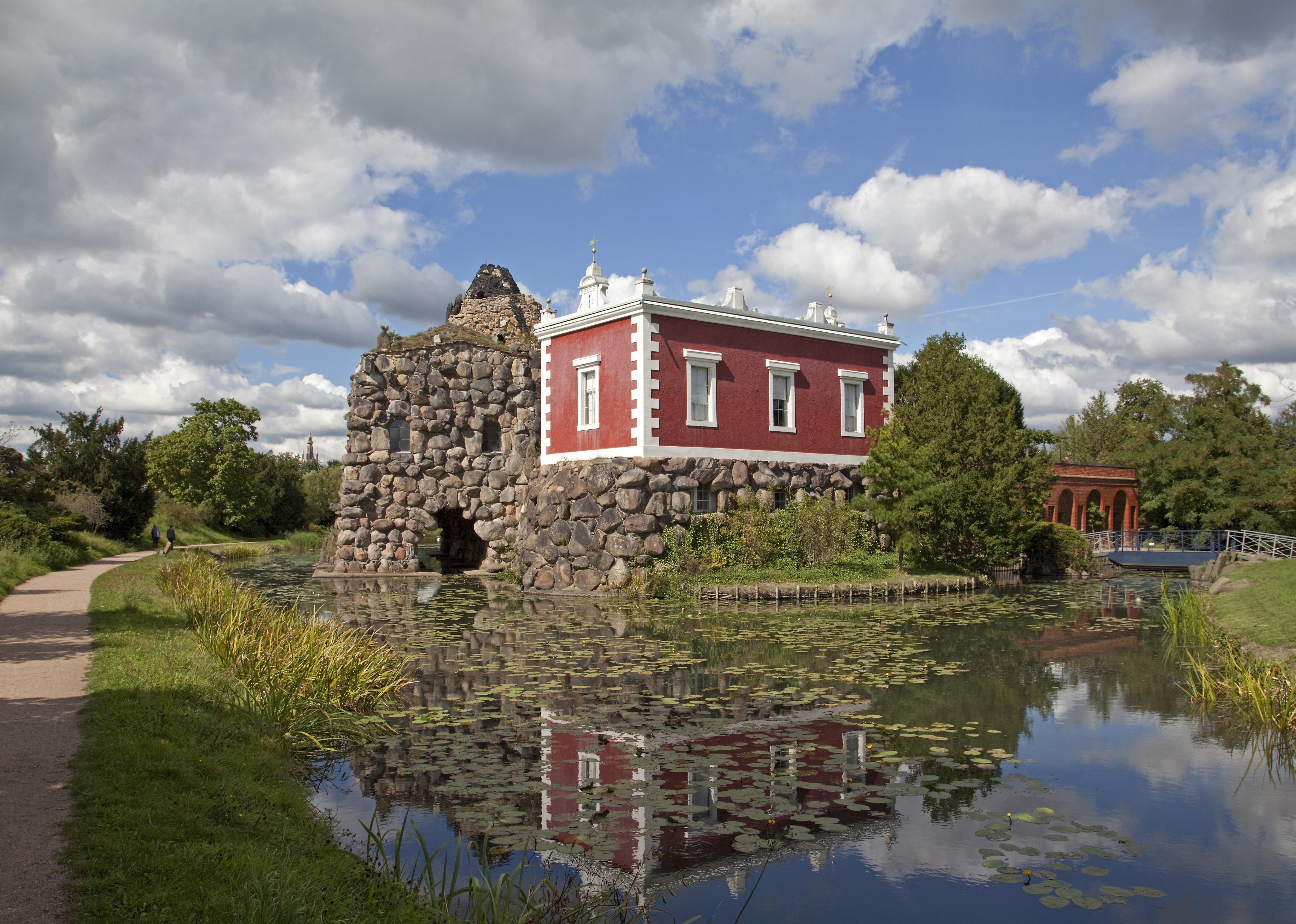
Wyspa „Stein” z willą „Hamilton” i sztucznym wulkanem.

Ponadto we wschodniej części parku leży wyspa Stein z jedynym sztucznym wulkanem w Europie – topografia wyspy nawiązuje do neapolitańskiej. U podnóża wulkanu znajduje się Willa Hamilton, wzniesiona według projektu von Erdmannsdorffa w akcie przyjaźni dla brytyjskiego dyplomaty, kolekcjonera antyków i geologa Williama Douglasa Hamiltona.